# Мулати
Мула́ти — нащадки від змішаних шлюбів представників негроїдної та європеоїдної рас. Мулати складають значну частину населення Латинської Америки і країн Карибського басейну (Домініканська Республіка — 73 %, Куба — 51 %, Бразилія — 38 %), а також деяких країн Африки (ПАР, Намібія).
Це слово вперше з'являється в іспанських документах XVI століття і ймовірно має іспанське або португальське походження. Існує дві версії походження слова mulato: згідно з першою з них, воно являє собою спотворене арабське муваллад, яким позначали нечистокровних арабів; згідно з другою версією, mulato походить від іспанського mulo-- «мул», яким колись позначали не тільки потомство осла та кобили, але і будь-які гібридні види.
Існують і такі терміни, як квартерон, тобто людина, що має 1 / 4 негроїдної крові, окторон — 1 / 8 негроїдної крові. Крім того (у дужках — частка негроїдної крові) — мюлатр (1 / 2), мюстіф (1 / 8), Грифф (3 / 4), марабу (7 / 8), муст (1 / 8) і мустефіно (1 / 16). Дві останні — місцеві ямайські назви. Зараз ці терміни втрачають або втратили своє значення. Проте в наш час[коли?] генетики виділяють «темних» і «світлих» мулатів.

## Відомі мулати
- Бейонсе — американська співачка
- Барак Обама — 44-й президент США
- Він Дізель — американський кіноактор
- Вентворт Міллер — американський кіноактор
- Крейг Девід — британський співак
- Мерая Кері — американська співачка
- Боб Марлі — виконавець музики регі
- Stromae, Пол ван Авер — композитор, виконавець
- Ріанна — американська співачка
- Ромаріо — бразильський футболіст
- Роналдо — бразильський футболіст
- Фелікс Тринідад — Пуерториканський боксер
- Джимі Гендрікс — рок-музикант
- Геллі Беррі — американська кіноакторка
- Slash — гітарист Guns N 'Roses, Velvet Revolver
- Розаріо Доусон — американська акторка та співачка.